# Homoneura sychevskayae
Homoneura sychevskayae är en tvåvingeart som beskrevs av Shatalkin 1995. Homoneura sychevskayae ingår i släktet Homoneura och familjen lövflugor. Inga underarter finns listade i Catalogue of Life.